# Kozmodemjansk

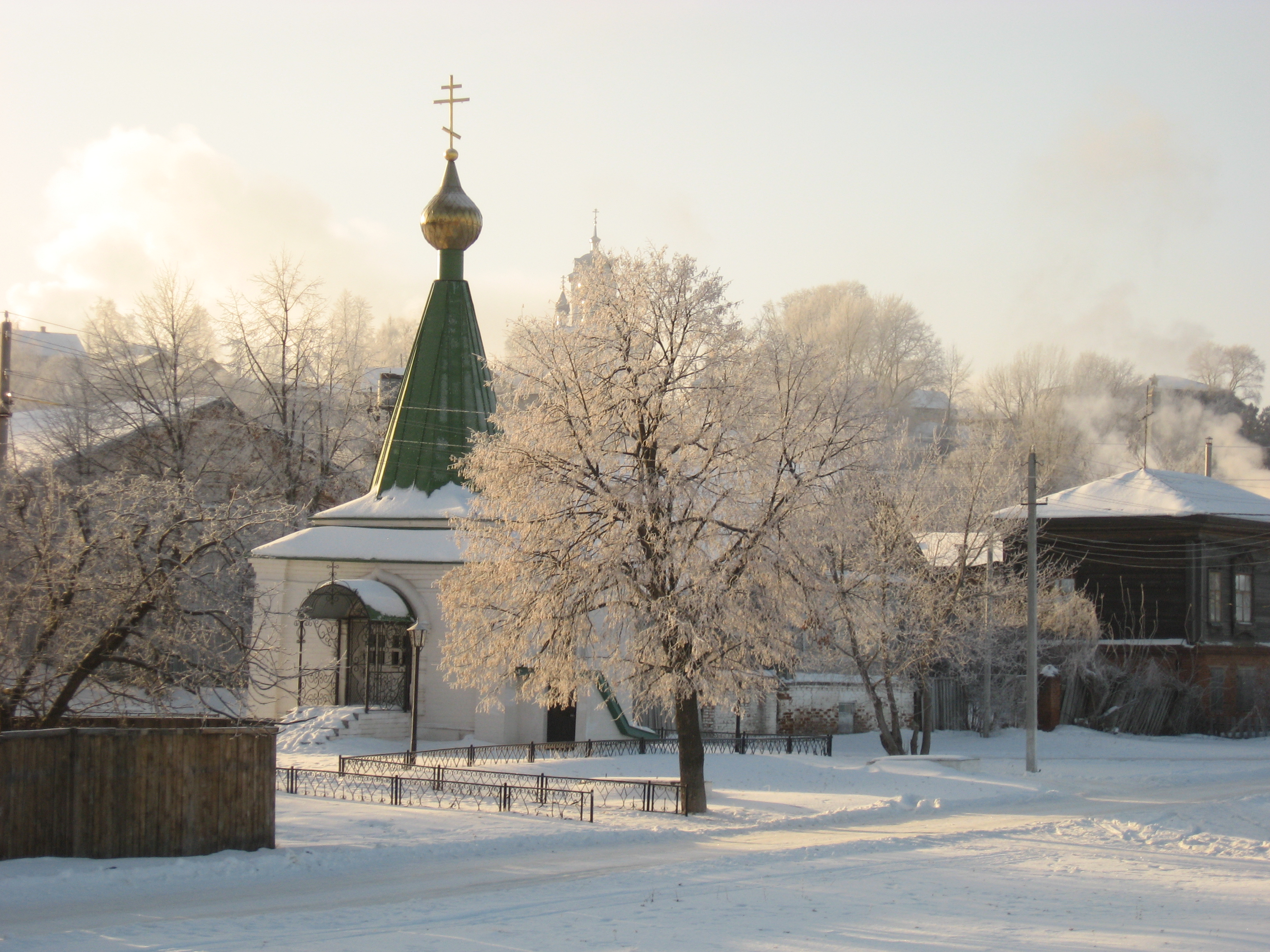
Kapell i Kozmodemjansk.

Kozmodemjansk (ryska: Козьмодемья́нск; mariska: Цикмӓ, Tsikmä; Чыкма, Čykma) är en stad i Marij El i Ryssland. Folkmängden uppgick till 20 682 invånare i början av 2015.